# Trichophyton krajdenii
Trichophyton krajdenii är en svampart som beskrevs av J. Kane, J.A. Scott & Summerb. 1992. Trichophyton krajdenii ingår i släktet Trichophyton och familjen Arthrodermataceae.   Inga underarter finns listade i Catalogue of Life.